# Elaine Fine
Elaine Fine (* 30. April 1959 in Cleveland/Ohio) ist eine US-amerikanische Komponistin und Flötistin.
Fine spielte zunächst Violine, bevor sie ein Flötenstudium an der Juilliard School of Music bei Julius Baker begann. Nach dem Abschluss mit dem Bachelorgrad unterrichtete sie an der Stadtmusikschule Schladming in Österreich. Danach studierte sie Blockflöte an der Musikhochschule in Wien bei Hans Maria Kneihs, Barockflöte bei Christopher Kruger in Boston und Komposition bei Peter Hesterman an der Eastern Illinois University.
Sie unterrichtete klassische Musik an der Eastern Illinois University und am Lake Land College und trat als Geigerin, Bratscherin und Blockflötistin auf. So war sie Bratschistin des LeVeck String Quartet und zehn Jahre lang erste Bratschistin des Eastern Symphony Orchestra. Neben zahlreichen kammermusikalischen Werken komponierte sie eine Oper nach Hans Christian Andersens „Schneekönigin“ sowie einige Orchesterstücke.

## Werke
- When I See Winter Return für Piccoloflöte, Bassklarinette, Horn, Perkussion und Viola, 2009
- Lamento di Tristano für Flöte, Bassklarinette, Horn, Perkussion und Viola, 2008
- Cloud 999 für Violine und Klavier, 2008
- Two Pieces for Viola and Piano, 2008
- Four Postcards for Piano Trio, 2008
- Venetian Variations for String Orchestra, 2007
- The Teapot (nach Hans Christian Andersen) für Sopran, Tuba und Klavier, 2007
- Prairie Snow für Klavier, 2007
- Sonata for Euphonium and Piano, 2007
- Serenade for Oboe and Strings, 2007
- More Greek Myths für Kontrafagott und Klavier, 2007
- Little Suite for Solo Euphonium, 2007
- Piccolo Sonata für Piccoloflöte und Klavier, 2007
- Music for Recorder and Four Drums, 2007
- Duet for Oboe and Bassoon, 2007
- Harlequin Sonata für Kontrafagott und Klavier, 2006
- There are things I just don't understand für Englischhorn und Streicher, 2006
- Fearful Symmetry für Violine und Klavier, 2006
- Liliburlero für Violine und Harfe, 2005
- Lilacs für Flöte, Klarinette, Cello und Klavier, 2005
- Partly Sunny für Violine und Viola, 2005
- Like and Inness Sky für Fagott, Horn und Cello, 2005
- Sweet Suite für Tenorsaxophon und Klavier, 2005
- Luxury Suite für Viola oder Cello und Klavier, 2005
- The Happy Family (nach Hans Christian Andersen) für Erzähler, Viola, Bassklarinette und Klavier, 2005
- Song of the Limberlost für Harfe, 2005
- Elnora's Violin für Violine solo, 2005
- Emma, Oper nach Howard Zinn Stück über Emma Goldman, 2004-05
- Sister Beatrice, Oper nach Maurice Maeterlinck, 2004
- The Snail and the Rosebush (nach Hans Christian Andersen) für Erzähler, Klarinette und Klavier, 2004
- Five Movements für Violine und Klavier, 2004
- Kubla Khan für Sopran, Fagott, Bongos und Klavier, 2004
- Music for 1601 ...Conversation as it was by the Social Fireside in the Time of the Tudors... (nach Mark Twain) für zwei Sopranblockflöten und Kontrafagott, 2004
- Five Pieces for Flute, Oboe, Violin and Cello, 2004
- Four Greek Myths für Kontrafagott und Klavier, 2004
- Oh to be an angel für Klarinette und Klavier, 2004
- Inventions and Creations: Five Very Short Pieces for Piano, 2004
- Prelude, Aria, and Burlesque für Bass und Cembalo, 2004
- Three Longfellow Songs für mittlere oder hohe Stimme und Klavier, 2004
- Four Songs from Cynthia's Revels (nach Ben Jonson) für Tenor und Klavier, 2004
- The Pen and the Inkwell, Intermezzo für Sopran, Tenor, Bariton, Violine und Klavier, 2003
- The Bird Phoenix für Sopran, Flöte, Harfe, Violine und Viola, 2003
- Song of Songs für mittlere Stimme und Instrumente, 2003
- The Gloves (Text von Laurence Sterne) für Bariton, Flöte, Cello und Cembalo, 2003
- Avez-vous des bonbons? für zwei Violinen und Cello, 2003
- Two Pieces for Brass Quintet, 2003
- Three Pieces for Bassoon and Strings, 2003
- Flute Quartet, 2003
- For Poulenc für Flöte und Klavier, 2003
- Sephardic Suite for Solo Cello, 2003
- Sonata for Viola and Piano, 2003
- Three Pieces for Trombone and Piano from Poems by William Butler Yeats, 2003
- Cante Jondo: Five Pieces after Poems by Federico García Lorca for Flute and Piano, 2003
- Sonnet XVIII (von Elizabeth Barrett Browning) für Frauenchor und Klavier 2003
- Sonnet XXXIII (von E. B. Browning) für Frauenchor und Klavier 2003
- Come into the Garden, Maud, (Text von Alfred Lord Tennyson) für Bariton und Klavier, 2003
- Sweet Dancer für mittlere Stimme und Klavier, 2003
- Three Pieces for Bassoon and Piano, 2002
- The Snow Queen, Oper nach Hans Christian Andersen, 2002
- Prologue and Lachrimae für Orchester, 2002
- The Dachstein für Orchester, 2002
- Janus für Flöte, Fagott und Klavier, 2002
- Evening Music für zwei Violinen und Viola, 2002
- Introit a 4 für drei Posaunen und Bassposaune, 2002
- Three Enigmas for Five Winds, 2002
- Woodwind Quintet, 2002
- Tango Mariposa für Viola und Klavier, 2002
- Ave Maris Stella, a parody after Josquin für sechs Flöten, Altflöte und Bassflöte, 2001
- On Such a Winter's Day für Soloflöte, 2002
- Sonata Ostinato für Klavier, 2002
- Sonata for Trumpet and Piano, 2002
- Sonata for Horn and Piano, 2002
- Cante Jondo, Six Poems by Federico García Lorca für mittlere Stimme und Klavier, 2002
- Introit a 4 recorders, 2002
- Essay for Chamber Orchestra, 2001
- Sonata for Violin and Piano, 2001
- Study for Woodwind Quartet, 2001
- Germaine für Oboe, Viola und Harfe, 2001
- The Solitary Cello für Cello und Klavier, 2001
- In light we see, in light we are seen für Flöte und Klavier, 2001
- Six Preludes für Klavier, 2001
- Piano Piece for Hasie, 2001
- Sonata for Oboe, Viola, Percussion, and Mallet Instruments, 2000–2003
- Duo for Clarinet and Piano, 2000
- Three Frank O’Hara Songs für Mezzosopran und Klavier, 2000
- Two Agee Songs für Tenor und Klavier, 2000
- The Tiger für gemischten Chor a cappella, 1998
- The Whole Magilla, drei Purim-Lieder für Kinder, 1996
- Made in Hungary für Blockflöte, Flöte, Violine, Viola und Mandoline, 1996
- Five Pieces for String Quartet, 1995
- Good-bye to Vienna für Streichquartett, 1982
- Elegy für Streichquartett, 1979